# Cusanus (cráter)

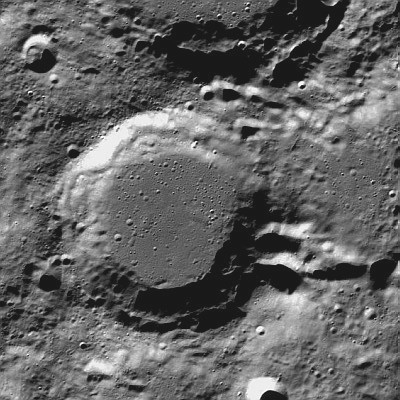
Fotografía de la misión Lunar Reconnaissance Orbiter

Cusanus es un cráter de impacto que se encuentra cerca de la extremidad noreste de la Luna. En este lugar el cráter aparece muy achatado cuando se observa desde la Tierra, y su visibilidad se ve afectada por la libración. El borde norte de Cusanus está casi unido al borde sur-sureste del cráter de mayor tamaño Petermann.
|  |

El borde de este cráter se ha erosionado y redondeado debido a un historial de impactos menores. Las terrazas son todavía visibles a lo largo de las paredes interiores, a pesar de que se definen con menor intensidad en comparación con las formaciones de cráteres más jóvenes. Un par de pequeños cráteres forman una muesca en el lado este del brocal, y presenta un ligero abultamiento hacia dentro en la pared interior occidental.
El interior se ha consolidado de nuevo debido a los flujos de lava, dejando un suelo plano y relativamente sin rasgos distintivos, aunque la lava no adquirió la profundidad suficiente para reducir significativamente la anchura de las paredes interiores.

## Cráteres satélite
Por convención estos elementos son identificados en los mapas lunares poniendo la letra en el lado del punto medio del cráter que está más cerca de Cusa.
|         | \| Cusanus \| Coordenadas \| Diámetro \| \| ------- \| ---------------------------- \| -------- \| \| A \| 70°36′N 64°00′E / 70.6, 64.0 \| 16 km \| \| B \| 70°06′N 64°30′E / 70.1, 64.5 \| 21 km \| \| C \| 70°24′N 60°48′E / 70.4, 60.8 \| 25 km \| \| E \| 72°00′N 72°18′E / 72.0, 72.3 \| 10 km \| \| F \| 70°42′N 73°18′E / 70.7, 73.3 \| 10 km \| \| G \| 69°54′N 76°54′E / 69.9, 76.9 \| 10 km \| \| H \| 69°24′N 59°24′E / 69.4, 59.4 \| 8 km \| |          |
| Cusanus | Coordenadas | Diámetro |
| A       | 70°36′N 64°00′E / 70.6, 64.0 | 16 km    |
| B       | 70°06′N 64°30′E / 70.1, 64.5 | 21 km    |
| C       | 70°24′N 60°48′E / 70.4, 60.8 | 25 km    |
| E       | 72°00′N 72°18′E / 72.0, 72.3 | 10 km    |
| F       | 70°42′N 73°18′E / 70.7, 73.3 | 10 km    |
| G       | 69°54′N 76°54′E / 69.9, 76.9 | 10 km    |
| H       | 69°24′N 59°24′E / 69.4, 59.4 | 8 km     |